# 敦 (頭銜)
敦是马来西亚联邦荣誉制度的一種稱號，乃是护国玛哈拉惹勋章（SMN）和联邦王冠效忠斯里勋章（SSM）佩戴者的头衔，是由最高元首册封的象征式终身荣誉身份，受封者多为首相、首相夫人、部长、大法官、州元首等重要人物（如马哈迪·莫哈末、嘉化·峇峇），數量限制是50人（「SMN」和「SSM」各25人）。在古時候，「敦」是对王族或贵族男性的尊称，与有渊源，地位可与王子平起平坐。
「敦」的配偶（元配）称为「杜潘」（Toh Puan），如马华公会第六任总会长林良实妻子杜潘王维娜，与吉打王冠斯里勋章（SPMK）佩戴者的配偶称号相同；同时，与森美兰的「酋长夫人」及登嘉楼的「督潘」（两者同为）的发音接近。在正式的社交礼节中，女性必须「从夫姓」才能冠上有关的称号，除非她的称号是来自于最高元首的册封，而不是延伸自丈夫的权利。由於马来西亚的《国民登记法令》並不强制女性在婚后冠上夫姓（除了所有的华人、少数的印度人和少数的马来貴族外，大多数的马来人、印度人和土著並沒有传统姓氏），所以这项细节常常被忽略，或沒有严格的遵守。
在理论上，「女敦」的丈夫除非有得到最高元首的册封，否則的話，並沒有任何的称号。但是，「敦」的受封者以男性居多，受封为「敦」的女性较少，最近被册封为「敦」的女性包括敦珍·阿都拉、敦恩頓·瑪末（追赠）和敦茜蒂哈斯玛，她们的丈夫都被册封为「敦」，且等级较高。或者如敦东姑麦润，因她身为联邦首席大法官而获封。
目前共有97名受封者（48名「SMN」和52名「SSM」，3人先后受封「SSM」和「SMN」），其中25名受封者仍在世（11名「SMN」和14名「SSM」）。

## 护国玛哈拉惹勋章（SMN）（页面存档备份，存于）
不包含荣誉勋章获得者（SMN（K））
- 1958: 端姑古夏（1911年－1999年），时任（第1任）最高元首后
- 1958: 东姑依斯迈（1894年－1981年），时任柔佛王储
- 1958: 东姑慕纳威（英语：Munawir of Negeri Sembilan）（1922年－1967年），时任森美兰东姑叻沙马纳
- 1958: 东姑雅亚·柏特拉（1917年－1979年），时任吉兰丹王储
- 1958: 梁宇皋（英语：Leong Yew Koh）（1888年－1963年），时任（第1任）马六甲州元首
- 1958: 拉惹乌达（英语：Raja Uda）（1894年－1976年），时任（第1任）槟城州元首
- 1958: 陈祯禄（1883年－1960年），马华公会第1任总会长
- 1959: 阿都拉萨·胡先（1922年－1976年），时任（第1任）副首相
- 1959: 李孝式（1900年－1988年），马华公会第1任副总会长，第1任财政部长
- 1959: 东姑布丽雅（1924年－2008年），时任玻璃市拉惹后
- 1961: 阿都马烈·尤索夫（英语：Abdul Malek Yusuf）（1899年－1977年），时任（第2任）马六甲州元首
- 1963: 尤索夫·伊萨（1910年－1970年），时任（第1任）新加坡州元首
- 1964: 阿邦·奥本（英语：Abang Openg）（1905年－1969年），时任（第1任）砂拉越州元首
- 1964: 慕斯达法·哈仑（英语：Mustapha Harun）（1918年－1995年），时任（第1任）沙巴州元首
- 1967: 阿末·拉菲益（英语：Pengiran Ahmad Raffae）（1907年－1995年），时任（第2任）沙巴州元首
- 1968: 赛谢·沙布丁（英语：Syed Sheh Shahabudin）（1912年－1969年），时任（第2任）槟城州元首
- 1970: 赛谢·哈山峇拉峇（英语：Syed Sheh Barakbah）（1906年－1975年），时任（第3任）槟城州元首
- 1970: 端姑武让（英语：Tuanku Bujang）（1898年－1986年），时任（第2任）砂拉越州元首
- 1970: 莎丽花·露茜娅（英语：Sharifah Rodziah Barakbah）（1920年－2000年），第1任首相夫人
- 1972: 阿都阿兹·阿都马吉（英语：Abdul Aziz Abdul Majid）（1907年－1975年），时任（第3任）马六甲州元首
- 1975: 莫哈末·法·史蒂芬（1920年－1976年），时任（第3任）沙巴州元首
- 1976: 沙顿·朱比（英语：Sardon Jubir）（1917年－1985年），时任（第4任）槟城州元首
- 1976: 赛扎希鲁丁·赛哈山（英语：Syed Zahiruddin）（1918年－2013年），时任（第4任）马六甲州元首
- 1977: 莫哈末·韩丹（英语：Mohd Hamdan Abdullah）（1922年－1977年），时任（第4任）沙巴州元首
- 1978: 阿邦莫哈末沙拉胡丁（英语：Abang Muhammad Salahuddin）（1921年－2022年），时任（第3任）砂拉越州元首
- 1978: 阿末·哥罗（英语：Ahmad Koroh）（1925年－1978年），时任（第5任）沙巴州元首
- 1979: 莫哈末·阿南（英语：Mohamad Adnan Robert）（1917年－2003年），时任（第6任）沙巴州元首
- 1981: 胡先翁（1922年－1990年），第3任首相
- 1982: 阿都拉曼·耶谷（英语：Abdul Rahman Ya'kub）（1928年－2015年），时任（第4任）砂拉越州元首
- 1982: 阿旺·哈山（英语：Awang Hassan）（1910年－1998年），时任（第5任）槟城州元首
- 1987: 东姑依布拉欣·依斯迈（1958年－），时任柔佛摄政王兼王储
- 1989: 阿末再迪（英语：Ahmad Zaidi Adruce）（1924年－2000年），时任（第5任）砂拉越州元首
- 1989: 韩旦·赛塔基尔（英语：Hamdan Sheikh Tahir）（1921年－2005年），时任（第6任）槟城州元首
- 1989: 莫哈末·赛益（英语：Mohammad Said Keruak）（1925年－1995年），时任（第7任）沙巴州元首
- 1989: 赛阿末·赛马末沙布丁（英语：Syed Ahmad Shahabuddin）（1925年－2008年），时任（第5任）马六甲州元首
- 1996: 沙卡兰·丹戴（英语：Sakaran Dandai）（1930年－2021年），时任（第8任）沙巴州元首
- 2001: 阿都拉曼·阿巴斯（1938年－），时任（第7任）槟城州元首
- 2003: 阿末沙·阿都拉（英语：Ahmadshah Abdullah）（1946年－），时任（第9任）沙巴州元首
- 2003: 马哈迪·莫哈末（1925年－），第4任首相
- 2004: 卡里耶谷（1937年－），时任（第6任）马六甲州元首
- 2009: 阿都拉·巴达威（1939年－2025年），第5任首相
- 2011: 朱哈·马希鲁丁（1953年－），时任（第10任）沙巴州元首
- 2014: 泰益玛目（1936年－2024年），时任（第7任）砂拉越州元首
- 2020: 莫哈末阿里（1949年－），时任（第7任、现任）马六甲州元首
- 2021: 阿末弗兹（1949年－），时任（第8任）槟城州元首
- 2024: 旺朱乃迪（1946年－），时任（第8任、现任）砂拉越州元首
- 2024: 慕沙阿曼（1951年－），时任（第11任、现任）沙巴州元首
- 2025: 南利岳达利（1941年－），时任（第9任、现任）槟城州元首

## 联邦王冠效忠斯里勋章（SSM）（页面存档备份，存于）
不包含荣誉勋章获得者（SSM（K））
- 1966: 依斯迈·阿都拉曼（1915年－1973年），时任（第2任）内政部长
- 1967: 陈修信（1916年－1988年），时任（第3任）马华公会总会长，时任（第2任）财政部长
- 1967: 善班丹（1919年－1979年），时任（第3任）国大党主席，时任工程邮电部长
- 1968: 赛谢·哈山峇拉峇（英语：Syed Sheh Barakbah）（1906年－1975年），时任（第2任）联邦最高法院主席
- 1970: 莫哈末阿兹米（英语：Mohamed Azmi Mohamed）（？－？），时任（第3任）联邦最高法院主席
- 1973: 莫哈末沙烈·依斯迈（英语：Mohamed Salleh Ismael）（1917年－1973年），第2任全国警察总长
- 1975: 莫哈末苏菲安（英语：Mohamed Suffian Mohamed Hashim）（1917年－2000年），时任（第4任）联邦最高法院主席
- 1976: 拉哈诺亚（1933年－2020年），第2任首相夫人
- 1979: 翁毓麟（1917年－2010年），时任（第5任）国会上议院主席
- 1980: 依斯迈莫哈末阿里（1918年－1998年），第2任国家银行总裁
- 1981: 朱加·巴里恩（1903年－1981年），第1任土保党主席
- 1982: 赛纳西尔依斯迈（英语：Syed Nasir Ismail）（1921年－1982年），第5任国会下议院议长
- 1983: 拉惹阿兹兰沙（1928年－2014年），时任（第5任）联邦最高法院主席
- 1985: 沙烈·阿巴斯（英语：Salleh Abas）（1929年－2021年），时任（第6任）联邦最高法院主席
- 1987: 阿末再迪（英语：Ahmad Zaidi Adruce）（1924年－2000年），时任（第5任）砂拉越州元首
- 1987: 赛阿末·赛马末沙布丁（英语：Syed Ahmad Shahabuddin）（1925年－2008年），时任（第5任）马六甲州元首
- 1989: 阿都哈密·奥玛（英语：Abdul Hamid Omar）（1929年－2009年），时任（第7任）联邦最高法院主席
- 1990: 苏海拉·诺亚（英语：Suhaila Noah）（1931年－2014年），第3任首相夫人
- 1991: 达因·再努丁（1938年－2024年），第5任财政部长
- 1991: 林苍祐（1919年－2010年），第2任马华公会总会长，第2任民政党主席，第2任槟城首席部长
- 1992: 拉惹莫哈尔（英语：Raja Mohar）（1922年－2003年），财政部秘书长
- 1993: 莫哈末哈尼夫·奥玛（英语：Mohammed Hanif Omar）（1939年－2024年），时任（第4任）全国警察总长
- 1995: 嘉化·峇峇（1925年－2006年），第6任副首相，第2任马六甲首席部长
- 1997: 尤索夫晋（1936年－），时任（第2任）联邦首席大法官
- 1998: 莫哈末·查西尔（1924年－2004年），时任（第6任）国会下议院议长
- 2000: 依布拉欣·依斯迈（英语：Ibrahim Ismail (general)）（1922年－2010年），第5任武装部队总司令
- 2001: 苏莱曼尼南沙（1920年－2003年），时任巫统常任主席
- 2002: 莫哈末扎伊丁·阿都拉（英语：Mohamed Dzaiddin Abdullah）（1938年－2024年），时任（第3任）联邦首席大法官
- 2003: 阿都拉·莫哈末沙烈（英语：Abdullah Mohd Salleh）（1926年－2006年），第5任联邦政府首席秘书
- 2003: 法蒂玛·哈欣（英语：Fatimah Hashim）（1924年－2010年），第6任社会福利部长，全国妇女组织理事会创始主席
- 2003: 茜蒂哈斯玛（1926年－），第4任首相夫人
- 2004: 林良实（1943年－），第6任马华公会总会长，第8任交通部长
- 2005: 阿末法鲁兹（英语：Ahmad Fairuz Abdul Halim）（1941年－），时任（第4任）联邦首席大法官
- 2005: 加沙里沙菲宜（1915年－1973年），第4任内政部长，第5任外交部长
- 2006: 慕沙希淡（1934年－），第5任副首相
- 2008: 阿都哈密·莫哈末（英语：Abdul Hamid Mohamad）（1942年－），时任（第5任）联邦首席大法官
- 2008: 阿末沙基（1938年－2021年），第9任联邦政府首席秘书
- 2008: 林敬益（1939年－2012年），第3任民政党主席
- 2009: 恩顿·玛末（1940年－2005年，追赠），第5任首相夫人
- 2009: 珍妮阿都拉（英语：Jeanne Abdullah）（1953年－），第5任首相夫人
- 2009: 扎基·阿兹米（英语：Zaki Azmi）（1945年－），时任（第6任）联邦首席大法官
- 2010: 阿兹占再诺·阿比丁（英语：Azizan Zainul Abidin）（1935年－2004年，追赠），马来西亚国家石油公司主席
- 2011: 阿都拉·阿育（英语：Abdullah Ayub）（1926年－2018年），第6任联邦政府首席秘书
- 2012: 阿里芬（英语：Arifin Zakaria）（1950年－），时任（第7任）联邦首席大法官
- 2017: 曾永森（1932年－2024年），第13任国会上议院主席
- 2017: 莫哈末劳勿斯（英语：Md Raus Sharif）（1951年－），时任（第8任）联邦首席大法官
- 2017: 三美威鲁（1936年－2022年），第7任国大党主席，第6任工程部长
- 2020: 东姑麦润（1959年－），时任（第10任、现任）联邦首席大法官
- 2020: 阿尔萨·阿育（英语：Arshad Ayub (educator)）（1928年－2022年），玛拉工艺大学名誉校长
- 2020: 里察马拉尊（1952年－），第9任联邦首席大法官
- 2021: 拉惹莫哈末阿列斯（1932年－），联邦土地发展局（英语：Federal Land Development Authority）主席
- 2022: 莫哈末哈欣·莫哈末阿里（1937年－），第9任武装部队总司令

## 在世华裔敦（1名）
- 敦林良实医生[5]-Ling Liong Sik：马华公会第6任总会长（1986 - 2003），前交通部长，拉曼大学创校人兼名誉校长，霹雳曼絨縣[6]人。

## 已逝华裔敦（9名）
- 敦陈祯祿-Tan Cheng Lock（KBE）[7]:马华公会第1任总会长（1949 - 1958）,马华公会创会總會長，在1960年12月13日逝世，享壽77歲。
- 敦陈修信-Tan Siew Sin[8] ：马华公会第3任总会长（1961 - 1974），馬來西亞第二任華裔財政部長，1988年3月17日，敦陈修信心脏病猝发逝世，享壽72歲。
- 敦李孝式[9]-Henry Lee Hau Shik（KBE）:马华公会首任副會長、首任马来西亚财政部长，创办《中国报》和兴业银行，马华公会的创办人之一，前中华总商会会长，在1988年6月22日離開人世，享壽87歲 [10]。
- 敦林苍佑医生[5]-Lim Chong Eu：马华公会第2任总会长（1958 - 1959）,第二任槟城首长（1969 - 1990）、民政党创会主席，2010年11月24日逝世，享耆壽91歲。[11]
- 敦林有福-Lim Yew Hock：前新加坡首席部長，1958年8月颁授护国玛哈拉惹勋章（荣誉）（SMN（K）），1968年底遭谪除。
- 敦梁宇皋[12] -Leong Yew Koh：首任馬六甲州元首，1963年去世。
- 敦翁毓麟-Ong Yoke Lin：马华公會元老，1955年 - 1962年歷任郵電、交通、勞工及衛生部长；1962年 - 1972年出任馬來亞駐美國大使兼駐聯合國常任代表；1973年 - 1980年當選國會上議院議長，2010年7月1日壽終正寢於家中，享壽93年。[13]
- 敦林敬益-Lim Keng Yaik医生：前民政党党主席，曾任多届内阁部长，享壽73岁。
- 敦曾永森-Chen Wing Sum[14]: 马华元老，世界華人聯合會永遠名譽主席、前馬來西亞國會上議院主席、馬華公會前署理總會長，前首相署、國防部及鄉村發展部政務次長，廣西北流人。2024年7月26日逝世，享年92岁。

## 另見
- 東姑
- 丹斯里
- 拿督